# Turistická značená trasa 0433
 Turistická značená trasa 0433 je 15 km dlouhá červeně značená trasa Klubu českých turistů v okrese Semily spojující Turnov s hradem Trosky a dalšími významnými turistickými lokalitami Českého ráje. Převažující směr trasy je jihovýchodní. Trasa vede Jičínskou pahorkatinou po území CHKO Český ráj a je součástí Zlaté stezky Českého ráje.

## Průběh trasy

### Počátek trasy
Počátek turistické trasy 0433 se nachází v Turnově na rozcestí u mostu přes Jizeru na Palackého ulici. Plynule zde navazuje na červeně značenou trasu 0436 přicházející sem z hradu Frýdštejna. Zároveň je tudy vedena i žlutě značená trasa 7317 z turnovského nádraží na vrch Kozákov.

### Úsek Turnov - Valdštejn
Trasa vede nejprve městskými ulicemi k jihozápadu a poté co podejde železniční trať Hradec Králové - Turnov se stočí k jihovýchodu a podél ní po železničním mostě překonává Jizeru. U turnovské vlakové zastávky se křižuje se zeleně značenou trasou 4273 vedoucí z turnovského náměstí na hrad Valdštejn. Trasa 0433 odtud stoupá okrajovou částí města Mašov na hřeben Hruboskalské vrchoviny. Na konci zástavby se nachází rozcestí se žlutě značenou trasou 7320 propojující trasu 0433 znovu s výše zmíněnou trasou 4273 vedoucí východněji. Trasa 0433 vystoupá lesem na vrchol s rozhlednou Hlavatice a pokračuje dále přibližně jihovýchodním směrem po lesních cestách k rozcestí U Konic se žlutě značenou trasou 7318 z Příšovic na zámek Hrubá Skála. Ve společném souběhu vedou obě trasy k hradu Valdštejnu.

### Úsek Valdštejn - Hrubá Skála
U hradu Valdštejna přechází trasa do souběhu s výše zmíněnou zeleně značenou trasou 4273, která sem z Turnova přichází alternativní trasou, a společně vedou nadále po hřebeni jihovýchodním směrem po lesní cestě na rozcestí u hradu Kavčiny, kde se k nim přidává i modře značená trasa 1937 Sedmihorky - Kacanovy. Souběh s ní končí v Jižním sedle odkud trasa 1937 pokračuje jihozápadním směrem ke Kopicovu statku, souběh s trasou 4273 směřující do údolí Žehrovky pak asi o 200 metrů dále. Trasa 0433 pokračuje po lesní cestě dále k jihovýchodu kolem vyhlídek U Lvíčka a na Kapelu k arboretu Bukovina, jehož intravilánem prochází společně s modře značenou trasou 1888 z Vyskeře. Společně pak pokračují dále asi 400 metrů dlouhou soutěskou, za kterou trasa 1888 odbočuje do obce Hrubé Skály. V témže místě vstupuje trasa 0433 do souběhu opět se žlutě značenou trasou 7318 přicházející sem od hradu Valdštejna alternativní trasou a společně vedou k zámku Hrubá Skála, kde trasa 7318 končí stejně tak jako zeleně značená trasa 4285 přicházející sem z Lázní Sedmihorek.

### Úsek Hrubá Skála - Trosky
Od hruboskalského zámku trasa klesá po silnici k místnímu hřbitovu, u něj přechází na pěšinu a posléze lesní cestu vedoucí dlouhou skalnatou roklí přibližně k jihu do Věžického údolí. Jím pak pokračuje k severovýchodu proti proudu potoka Jordánka v souběhu se žlutě značenou trasou 7305 z údolí Žehrovky do Borku k restauraci u rybníka Vidlák. Zde souběh končí a trasa 0433 se opět stáčí k jihovýchodu a stoupá po cestách přes Tachov na parkoviště pod hrad Trosky. Odtud ještě klesne k jihu na rozcestí Svitačka, kde končí. Plynule zde navazuje červeně značená trasa 0428 k hradu Kost, v závěrečném úseku je trasa 0433 rovněž vedena v souběhu s modře značenou trasou 1862 Rovensko pod Troskami - Mladějov a zeleně značenou trasou 4274 Rovensko pod Troskami - Sobotka.

## Historie
- Počátek trasy se dříve nacházel na turnovském náměstí Českého ráje a k vlakové zastávce Turnov-město vedla trasa ulicemi Hluboká a Sobotecká
- Úsek mezi Hrubou Skálou a rybníkem Vidlák vedena příměji po silnici přes Babylon a Prašivec. Současné vedení vzniklo přeznačením původního úseku zeleně značené trasy 4285.
- Od Trosek na Svitačku byla trasa vedena východněji přes louku a okrajem lesa.[3]

## Turistické zajímavosti na trase
- Soubor dřevěných soch Brána Českého ráje
- Skalní útvar a rozhledna Hlavatice
- Hrad Valdštejn
- Vyhlídka U Lvíčka
- Vyhlídka na Kapelu
- Arboretum Bukovina
- Přírodní rezervace Hruboskalsko
- Zámek Hrubá Skála
- Hřbitovní kaple v Hrubé Skále
- Přírodní rezervace Podtrosecká údolí
- Restaurace Vidlák
- Hrad Trosky
- Památník obětem 1. světové války v Troskovicích